# 弗里茨·普雷格尔

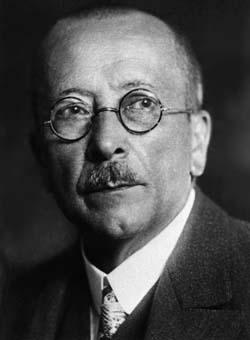
弗里茨·普雷格尔

弗里茨·普雷格尔（Fritz Pregl，1869年9月3日—1930年12月13日），生于卢布尔雅那，逝世于奥地利格拉茨，斯洛文尼亚裔奥地利化学家，1923年获诺贝尔化学奖。